# 章丘中学
章丘中学是山东省章丘市的五所高中之一，2004年建校，现挂牌山东财经大学附属中学，学校位于济南市经十东路南，南临山东财经大学，西临齐鲁师范学院，总占地800亩，建筑面积12万平方米。学校现有103个教学班，教职工近500人，在校生6000余名。

## 现任校长
邱承岭